# Рохас, Лорена
Лорена Рохас (полное имя Сейди Лорена Рохас Гонсалес; исп. Seydi Lorena Rojas González; 10 февраля 1971, Мехико — 16 февраля 2015, Майами) — мексиканская актриса, модель, певица.

## Биография
Родители Лорены развелись когда она ещё была ребёнком. Отец бросил мать Лорены, Ильду, с тремя детьми и уехал на свою родину в Коста-Рику. У Лорены были старшая сестра Майра и брат Вальтер.
Окончив школу, Лорена была вынуждена продавать сладости и этим зарабатывать себе на жизнь. Её старшая сестра Майра Рохас (которая на тот момент уже была актрисой) с детства видела в Лорене задатки артистического таланта и посоветовала ей попробовать себя в этом направлении. Ранее Лорена попробовала изучать ветеринарию и философию.
В качестве фотомодели снималась для журналов «H para Hombres», «Conexiones Internacional», «Siempre mujer», «TV y Novelas» и других.
Дебютировала в кино в 1990 году, снималась в основном в мексиканских телесериалах.

## Личная жизнь
В 2001—2005 года Лорена была замужем за Патриком Шнаасом.
Позже Лорена состояла в фактическом браке с испанским бизнесменом Хорхе Монхесом. У пары есть приёмная дочь — Лусиана Рохас (род. 6 октября 2013).

### Болезнь
Осенью 2008 года у Лорены был диагностирован рак молочной железы. 9 декабря в Майами ей была проведена успешная операция, однако вскоре состояние актрисы ухудшилось, метастазы распространились на другие органы и вызвали прогрессирование заболевания.
Лорена Рохас умерла 16 февраля 2015 года от рака печени.

## Номинации и награды
- 2002 — номинация на премию «Los Premios MTV Latinoamérica» в категории «MTV North Feed (mostly Mexico) — Hottest Girl (Mamacita del Año)».

## Фильмография
| Год       | Русское название         | Оригинальное название         | Роль                     |
| --------- | ------------------------ | ----------------------------- | ------------------------ |
| 1990      | Дотянуться до звезды     | Alcanzar una estrella         | Сара дель Рио            |
| 1991      | Дотянуться до звезды 2   | Alcanzar una estrella II      | Сара дель Рио            |
| 1992      | Станцуй со мной          | Baila conmigo                 | Росарио                  |
| 1992      |                          | Más que alcanzar una estrella | Паулина Бонита           |
| 1993      |                          | El triste juego del amor      | Тереса                   |
| 1993      | В поисках рая            | Buscando el paraíso           | Лолита                   |
| 1994      |                          | La quebradita                 | Рита                     |
| 1995      | На одно лицо             | Bajo un mismo rostro          | Каролина                 |
| 1995      |                          | Morena                        | Даниэла                  |
| 1996      | Песня любви              | Canción de amor               | Анна                     |
| 1997      | У Души нет цвета         | El alma no tiene color        | Анна Луиса Рольдан       |
| 1998      |                          | Azul tequila                  | Каталина                 |
| 1998      |                          | Tentaciones                   | Хулия Муньос             |
| 1999      |                          | El candidato                  | Беатрис                  |
| 2001      |                          | Corazones rotos               | Тереса                   |
| 2001      | Как в кино               | Como en el cine               | Исабель Монтеро          |
| 2001      |                          | Lo que callamos las mujeres   | Диана                    |
| 2003      | Под маской мстителя      | Ladrón de corazones           | Вероника Вега            |
| 2004      |                          | Zapata: Amor en rebeldía      | Роса Эскандон            |
| 2005      |                          | Volver al paraíso             | Хулия Толедо             |
| 2005      | Вторая жизнь             | El cuerpo del deseo           | Исабель Арроё            |
| 2007      |                          | Decisiones                    | Лорена                   |
| 2007—2008 | Чужие грехи              | Pecados ajenos                | Наталья Руис             |
| 2010      | Между любовью и желанием | Entre el amor y el deseo      | Клаудия Фонтана Мартинес |
| 2013      | Росарио                  | Rosario                       | Присцила Павон           |
| 2014      |                          | Sangre en el Diván            | Вероника Гарсия          |

## Дискография
- «Como Yo No Hay Ninguna» (2001, Azteca Music)
- «Deseo» (2006, Big Moon Records)